# .ss
.ss是南蘇丹國碼頂級網域名稱（ccTLD）的域名。2011年8月10日，南蘇丹從蘇丹獨立後，該國碼頂級網域名稱分配給南蘇丹。2020年9月17日起，該域名開始開放註冊。

## 外部連結
- IANA